# Muzeum Rybołówstwa Morskiego w Niechorzu

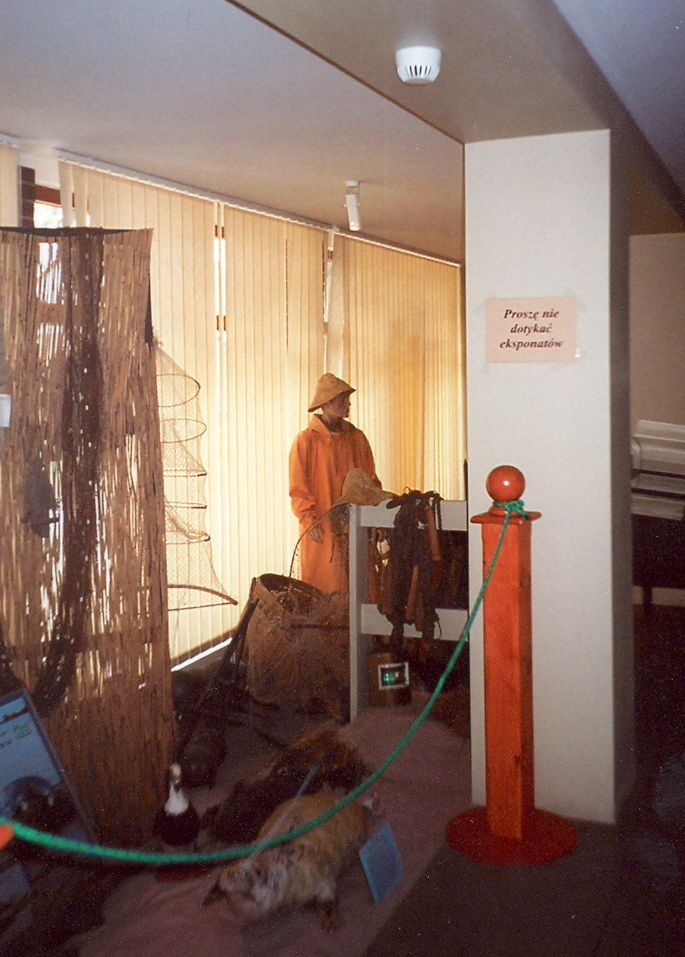
Wystawa w Muzeum

Muzeum Rybołówstwa Morskiego w Niechorzu – placówka muzealna w Niechorzu. Muzeum gromadzi i zabezpiecza zabytki związane z historią, tradycją i kulturą rybacką Pomorza Zachodniego.

## Informacje ogólne
Muzeum działa od 11 czerwca 1994 roku. Powstało z inicjatywy lokalnej społeczności zrzeszonej w Stowarzyszeniu Miłośników Tradycji Rybołówstwa Bałtyckiego.
Od 2003 roku działa w poniemieckiej willi przy Alei Bursztynowej 28. 
Od 2017 roku od 2017 roku jest jednostką samorządową działającą w oparciu o Ustawę o Muzeach. 
Dyrektorem muzeum jest Martyna Smolnik. 
Dziś to jedno z nielicznych ośrodków w Polsce kultywujące tradycje rybactwa małoskalowego. Siedziba muzeum mieści się przy Al. Bursztynowej, głównej ulicy Niechorza, w willi z lat 30. XX wieku. Eksponaty są prezentowane w trzech niewielkich salach na dwóch piętrach oraz w plenerze. Muzeum oprócz stałej ekspozycji organizuje również wystawy czasowe.

## Wystawy

### Stałe
Wystawa rybołówstwa bałtyckiego, ukazująca specyfikę zawodu rybaka, przedstawiająca wycinek kultury pomorskiej, sprzęty połowowe, sprzęty nawigacyjne oraz kolekcję bursztynów. Z bliska można przyjrzeć się faunie regionu oraz piaskom wybrzeży świata. 
Na terenie muzeum znajduje się wystawa łodzi rybackich, które zostały przekazane jako dary przez okolicznych rybaków.

### Czasowe
Otwarta w maju 2019 r. nowa wystawa czasowa „Rejs po morzach i oceanach” prezentuje wyjątkowe modele statków ze zbiorów Muzeum Narodowego w Szczecinie oraz prywatnych kolekcji. Wśród prezentowanych modeli znajdują się nie tylko znane okręty wojenne czy statki rybackie. Tematyka prezentowanych zbiorów jest bardzo różnorodna, co daje szeroki obraz jednostek pływających, jakie można spotkać nie tylko na polskich wodach.
W roku 2024 wystawa czasowa "Bursztyn - złoto Bałtyku"
W roku 2025 wystawa czasowa "#Śledź w muzeum".